# Joy Gruttmann
Joy Gruttmann (ur. 6 grudnia 1995 w Gelsenkirchen) – niemiecka piosenkarka dziecięca, siostrzenica kompozytorski Iris Gruttmann. Od 1999 roku Joy Gruttmann śpiewa piosenki w programie dla dzieci Sendung mit der Maus (niem. Audycja z myszą). W styczniu 2001 nagrała piosenkę o Schnappim, małym krokodylu, która w grudniu 2004 osiągnęła 1. miejsce na niemieckiej liście przebojów.